# صادق خرازي
صادق خرازي (بالفارسية: سید محمدصادق خرازی) يعد من السياسيين الذين أثبتوا كفائتهم في المفاوضات، وهو إيراني ومستشار سابق لرئيس إيران محمد خاتمي، عمل على تنسيق الملفات والنقاط الأساسية لتحسين العلاقات الأمريكية الإيرانية.